# Nijolė Sabaitė
Nijolė Sabaitė (* 8. Dezember 1950 in Raseiniai), nach Heirat Razienė, ist eine ehemalige  litauische Leichtathletin und olympische Medaillengewinnerin, die in den Jahren um 1970 im 800-Meter-Lauf erfolgreich war. Sie startete für die Sowjetunion.

## Sportliche Erfolge
- Sowjetische Meisterin 1972 (2:01,1 min) und 1973 (2:02,3 min)
- Bronze in 2:10,1 min bei den Europameisterschaften der Junioren 1968 in Leipzig
- Silber in 1:58,7 min bei den Olympischen Spielen 1972 in München hinter der für die Bundesrepublik Deutschland startenden Hildegard Falck (Gold in 1:58,6 min) und vor der für die Deutsche Demokratische Republik startenden  Gunhild Hoffmeister (Bronze in 1:59,2 min)
- Silber in 2:00,9 min bei der Universiade in Moskau 1973

## Beruf
Von Beruf ist sie Heilpraktikerin und Psychologin. Ferner fungiert sie als Präsidentin des litauischen Frauensportverbands.
| Personendaten    | Personendaten            |
| ---------------- | ------------------------ |
| NAME             | Sabaitė, Nijolė          |
| ALTERNATIVNAMEN  | Sabaitė-Razienė, Nijolė  |
| KURZBESCHREIBUNG | russische Leichtathletin |
| GEBURTSDATUM     | 8. Dezember 1950         |
| GEBURTSORT       | Raseiniai                |